# Tomaszów Lubelski
Tomaszów Lubelski là một thị trấn thuộc huyện Tomaszowski, tỉnh Lubelskie ở đông-nam Ba Lan. Thị trấn có diện tích 13 km². Đến ngày 1 tháng 1 năm 2011, dân số của thị trấn là 19802 người và mật độ 1490 người/km².